# Chiesa di San Francesco Saverio (Kaunas)
La chiesa di San Francesco Saverio (in lituano: Šv. Pranciškaus Ksavero Baznycia) è situata nel centro storico di Kaunas, in Lituania, presso la piazza del Municipio.

## Storia
La chiesa, dedicata a san Francesco Saverio, è stata edificata su iniziativa dei gesuiti, che hanno aperto la loro prima residenza nella città nel 1642 e stabilito una cappella nella casa di Perkūnas nel 1643. La costruzione della chiesa iniziò nel 1666 e la chiesa venne consacrata nel 1722.
In seguito il governo russo zarista ha affidato nel 1824 l'edificio alla chiesa ortodossa. La chiesa è stata restituita ai gesuiti solo nel 1924. Durante l'occupazione sovietica è stata quindi trasformato in una scuola tecnica e l'interno della chiesa era utilizzato come palestra della scuola. La chiesa è stata restituita di nuovo ai gesuiti nel 1989. Una ristrutturazione della chiesa è avvenuta nel 1992.